# イノセント・ゲリラの祝祭
『イノセント・ゲリラの祝祭』（イノセント・ゲリラのしゅくさい）は2008年11月に宝島社から刊行された海堂尊の長編小説。

## 概要
『田口・白鳥シリーズ』の第四弾。本作では著者の作品群の舞台・桜宮市から離れ、白鳥が属する厚生労働省を主な舞台としている。そこで官僚や解剖至上主義の教授達の思惑が絡む、厚労省主催の「医療事故調査委員会創設検討会」の会議を巡る攻防を描く。また、本作においては論戦をメインに描いているため『ジェネラル・ルージュの凱旋』以前のように、田口と白鳥が事件に関わり、事件の真相が明らかにされていくというミステリー要素を含むスタンスは描かれていない。
初稿時は「我ながら実に素晴らしく厚労省主催の会議を物語化できたという自負はあったが、同時にそれがちっとも面白くなかった点が最大の問題点だった」「素材の会議が死ぬほどつまらないのだから、それを活写した物語もつまらなくて当然だ」「だからといって会議を面白おかしく脚色すればリアリティが消失する。その微妙なバランスを突き詰め、会議場面を骨格まで削りこむことにした」また、「彦根と自分の主張は同じである」と述べている。
時系列は『このミステリーがすごい！ 2008年版』に収録された短編「東京都二十三区内外殺人事件」。と並行しているため、短編とシンクロする場面もある。2010年1月に発売された文庫版では「東京都二十三区内外殺人事件」が織り交ざり、新たに推敲された内容が展開されている。
執筆時のBGMは、locofrank「Shared time」。
シリーズの中で唯一映像化されていない作品である。

## ストーリー
加納が事件発覚に一役買った、宗教団体「神々の楽園」の信者リンチ死事件が警察の初動捜査ミスの問題を含め、話題を集めていた頃、高階に厚労省の会議に出席することを頼まれた不定愁訴外来責任者の田口は、依頼主の白鳥直々の指名によって渋々会議に出席することになる。
東京・霞ヶ関に向かった田口は「病院リスクマネジメント委員会標準化検討委員会」のモデル事業に関する会議、「医療関連死モデル事業」に出席する。だがその会議は、医療事故を調査するための独立した組織創設の検討を目的とした「医療事故調査委員会創設検討会」へと発展。今まで会議の主催者として舵取りをしてきた白鳥はその舵を取られる形になり、田口もその会議の参加者として連ねられる。
この検討会自体も有耶無耶にしようとする官僚や、自分達の立場を死守せんとする教授達、そしてかつて医師や厚労省を揺るがす大きな問題を起こした彦根新吾も介入し、「医療事故調査委員会創設検討会」に波乱を呼び起こす。

## 登場人物
田口公平
東城大学医学部付属病院神経内科学教室の講師・不定愁訴外来責任者及びリスクマネジメント委員会委員長。
白鳥圭輔
厚生労働省大臣官房秘書課付技官兼医療過誤死関連中立的第三者機関設置推進準備室室長。「ロジカルモンスター」「火喰い鳥」の異名を持つ。

### 東城大学医学部付属病院
高階権太
東城大学医学部付属病院病院長。田口に言葉巧みに面倒事を頼むことに長けている。厚労省主催の会議出席を田口に依頼する。
藤原真琴
不定愁訴外来専任看護師。
兵藤勉
神経内科学教室助手兼医局長。「廊下トンビ」と渾名されるほどの噂好きで情報通。
島津吾郎
放射線科教室准教授。田口とは同期。小児科患者からの渾名は「がんがんトンネル魔人」。

### 警察関係者
加納達也
警察庁刑事局刑事企画課電子網監視室室長。階級は、警視正。通り名は「電子猟犬（デジタル・ハウンドドッグ）」。警察庁帰還間近に桜宮市でおきた「神々の楽園」の信者リンチ死事件を解決に導いた。
玉村誠
桜宮警察署捜査一課所属、警部補。加納の出向時の部下。
斑鳩芳正
警察庁刑事局新領域捜査創生室室長、桜宮警察署に出向し桜宮署広報課室長を務める。広報課室長就任後、苛烈な捜査手腕で挙げた功績や無駄口を叩かない口数の少なさから「無声狂犬（サイレント・マッドドッグ）」の通り名を持つ。
北山錠一郎
警察庁刑事局局長。

### 厚生労働省
八神直道
医療安全啓発室課長。白鳥の同期だが、白鳥と対照的に厚生労働省の次世代のエースと謳われているエリート官僚。厚生労働省の利益を優先する言動から「ミスター厚生労働省」というニックネームを拝命している。特技はリスク回避。
坂田寛平
医政局長で白鳥の上司。高階の友人。有能な人材としての評価は低いが、将来事務次官になって今まで自分を馬鹿にした人達に命令するという出世願望の持ち主。関西弁で泣き虫。
細井寛之　
事務次官。「精密機械」の異名を持つ。八神は娘婿の関係に当たる。

### 医療事故調査委員会創設検討会委員
西郷綱吉
上州大学医学部法医学教室教授。東京都監察医務院非常勤職員も務める。太目の体型と太い眉から田口の第一印象は「怒れるパンダ」。解剖を行う際に死体からの匂いがこびり付いているという理由で大量の香水を体にかけている。「医療事故調査委員会創設検討会」ではアドバイザーの立場で出席する。
田島勇作
相模原大学法学部教授。「医療関連死モデル事業」から一貫して座長を務める。
日野真人
帝華大学法学部教授。元長崎高検検事長。医師法第21条による医療監視の提唱者。
小倉勇一
医療事故被害者の会代表。東城大学医学部付属病院で起きた事件「バチスタ・スキャンダル」の被害者の遺族。田口に厳しい目線を向ける。
田辺義明
墨江総合法律事務所所長。
高安秀樹
さくら新聞論説委員。
浅井貞吉
帝華大学医学部付属病院心臓外科教授。医療事故を起こした医師は完全免責するというスタンスの支持者。
相川太一
日本医師会常任理事。
西川洋子
NPO法人「ペイシェント・バイスタンダーの会」理事長。
田村幸三
帝華大学医学部病理学科教室教授。「医療関連死モデル事業」の参加者だったが「医療事故調査委員会創設検討会」のメンバーから外され、アドバイザーとして参加する。

### 時風新報社
別宮葉子
時風新報社桜宮支所社会部主任。主任補佐から出世したての中堅の女性記者で白鳥の知り合いでもある。「神々の楽園」信者リンチ事件の裏にある警察の捜査の問題性を追求しようとする。

### 画像診断関連
彦根新吾
病理医及び房総救命救急センター診断課。田口や島津の医学生時代の2年後輩であり麻雀仲間だった。2年前に第二医師達にある出来事を示唆して引き起こした策士。話術はかなりのものであり、弁論では常に他を圧倒する。厚生労働省の役人からは忌み嫌われている。通称「ひねくれ彦根」「医療界のスカラムーシュ（大ぼらふき）」。桧山シオンとのコンビで「ヤマビコ・ユニット」と呼ばれている。細身で銀縁眼鏡をかけている。地味だが端正な顔立ち。
檜山シオン
ジュネーブ大学画像診断課准教授。ドイツにて欧米版のAi「ヴァートプシー」の技術の研究をしている。彦根曰く、別名「ミラージュ・シオン」と呼ばれる天才。他の通り名は「ガラスのヒロイン」。
クリフ・エドガー・フォン・ヴォルフガンフ
ジュネーブ大学画像診断課教授。

## 書籍情報
- ハードカバー：2008年11月7日発売[1]、宝島社、ISBN 978-4-7966-6676-3
- 文庫版（上）：2010年1月8日発売[4]、宝島社文庫、ISBN 978-4-7966-7359-4
- 文庫版（下）：2010年1月8日発売[5]、宝島社文庫、ISBN 978-4-7966-7361-7
- 文庫新装版：2016年5月10日発売[6]、宝島社文庫、ISBN 978-4-8002-5516-7